# 16254 Harper
A 16254 Harper (ideiglenes jelöléssel 2000 HZ53) a Naprendszer kisbolygóövében található aszteroida. A LINEAR projekt keretében fedezték fel 2000. április 29-én.